# Un bal d'apaches dans le grand monde
Un bal d'apaches dans le grand monde è un cortometraggio del 1912 diretto da André Heuzé.